# Nothomiza costinotata
Nothomiza costinotata là một loài bướm đêm trong họ Geometridae.